# いつも心に太陽を (ルルの曲)
「いつも心に太陽を」（いつもこころにたいようを。原題は To Sir With Love）は、スコットランドのミュージシャン、ルルが1967年にリリースしたシングル。作詞はドン・ブラック（Don Black）。作曲はマーク・ロンドン（Mark London）。

## 解説
ビルボード（Billboard）誌では、1967年10月21日に、週間ランキング第1位を獲得。以降5週連続第1位となった。ビルボード誌1967年年間ランキングでもビートルズやモンキーズを抑え第1位。
1967年に公開された、ジェームス・クラヴェル（James Clavell）監督の映画『いつも心に太陽を』（To Sir,With Love）の主題歌。映画に出演したルルが主題歌も歌った。
ルルのマネージャーだったマリアン・マッシーは、フィルム・エージェントに勤務していた姉から、ルルを映画『いつも心に太陽を』に出演するように勧められた。マリアンは、監督のジェームス・クラヴェルを説得して、ルルがサポート出演していたビーチ・ボーイズのロンドンコンサートに連れて行った。マリアンは、ジェームスと、ルルの映画出演に加えて、主題歌を歌う契約も結んだ。ルルは、映画プロデューサーの勧めた曲を断り、友人だったマーク・ロンドンに作曲を依頼した。
ロック時代（1955年7月9日以降）に映画主題歌が、ビルボード誌年間第1位になったのは、史上初だった。